# 差動増幅回路

図1: オペアンプは差動増幅回路の一例である。
Vs+:正電源
Vs-:負電源
V+:正極入力
V-:負極入力
Vout:出力

差動増幅回路（さどうぞうふくかいろ、英: Differential amplifier）とは、2つの入力信号の差分を一定係数（差動利得）で増幅する増幅回路である。差動増幅回路はオペアンプ、コンパレータやエミッタ結合論理（ECL）ゲートの入力段として使われる。

## 概要
2つの入力 {\displaystyle V_{\mathrm {in} }^{+}} と {\displaystyle V_{\mathrm {in} }^{-}} が与えられたとき、実際の差動増幅回路の出力 {\displaystyle V_{\mathrm {out} }} は次のように表される。
{\displaystyle V_{\mathrm {out} }=A_{\mathrm {d} }(V_{\mathrm {in} }^{+}-V_{\mathrm {in} }^{-})+A_{\mathrm {c} }\left({\frac {V_{\mathrm {in} }^{+}+V_{\mathrm {in} }^{-}}{2}}\right)}
ここで、 {\displaystyle A_{\mathrm {d} }} は差動利得、 {\displaystyle A_{\mathrm {c} }} は同相利得である。差動利得と同相利得の比を同相信号除去比（CMRR）と呼ぶ。
{\displaystyle \mathrm {CMRR} ={\frac {A_{\mathrm {d} }}{A_{\mathrm {c} }}}}
上の式で、{\displaystyle A_{\mathrm {c} }} がゼロに近づくと CMRR は無限大に近づくことがわかる。電流源の抵抗 {\displaystyle R_{\mathrm {e} }} が高いほど {\displaystyle A_{\mathrm {c} }} が低くなり、CMRR が改善される。従って、完全に対称的な差動増幅回路で {\displaystyle A_{\mathrm {c} }=0} なら、出力電圧は次のようになる。
{\displaystyle V_{\mathrm {out} }=A_{\mathrm {d} }(V_{\mathrm {in} }^{+}-V_{\mathrm {in} }^{-})}

### 応用
差動増幅回路は入力が1つの増幅回路よりも汎用的形態である。　ここで、入力の片方({\displaystyle V_{\mathrm {in} }^{-}})に基準電圧{\displaystyle V_{\mathrm {Ref} }}を入力し、もう片方の入力({\displaystyle V_{\mathrm {in} }^{+}})に信号を入力すると出力{\displaystyle V_{\mathrm {out} }}は上述の式より、
{\displaystyle V_{\mathrm {out} }=A_{\mathrm {d} }(V_{\mathrm {in} }^{+}-V_{\mathrm {Ref} })}
となり、出力{\displaystyle V_{\mathrm {out} }}は基準電圧{\displaystyle V_{\mathrm {Ref} }}と入力信号の差を増幅した結果が出力される。即ち基準電圧と入力信号の対比を増幅する様に見えることからコンパレータとして利用できる。　また入力の一方を接地すれば、対地電圧と入力信号の差信号が増幅されることから、単一入力の増幅回路と同等になる。
差動増幅回路は負帰還を使ったシステムでよく使われている。その場合、一方の入力を入力信号に使い、もう一方を帰還信号に使う。具体的応用としては、電動機の制御やサーボ機構、一般的な信号増幅回路などがある。差動増幅回路の実装としては、後述する Long-Tailed Pair があり、オペアンプの集積回路でも差動部分としてよく使われている。

## Long-Tailed Pair
Long-Tailed Pair (LTP)は、差動増幅回路の実装によく使われる設計である。非常に小さい電圧利得の電流を増幅する。2つの能動素子（トランジスタや真空管）を使う。結線法は、例としてバイポーラのNPNトランジスタの場合を概略回路図として示すが、他の種類の素子でも基本的には同様である。正電源の場合一般に上側に書くことが多いが、例として示した図の場合でコレクタ側がそれぞれ大きな抵抗器を通して電圧源に接続され（この構成が "long tail" の由来）、電流源を近似的に形成している。よりコストを掛けた設計では、long tail をペアの定電流源とする（カレントミラーがよく使われる）。この部分に流れる電流をテイル電流と呼ぶ。

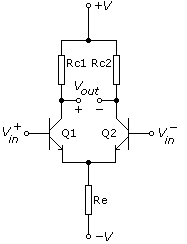
図2: Long-Tailed Pair の概略図

このような配線により、2つの入力の差動増幅が可能となる。出力は後続の回路の必要性によって1つの場合もあるし、2つの場合もある。
NPN型トランジスタを使った Long-Tailed Pair では、エミッタが相互接続され、それがさらに電流源の接地側またはマイナス側に接続される。こうすると、2つのトランジスタの一方がエミッタ接地回路形式の増幅回路として働き、同時にもう一方がエミッタフォロワとして働くので、一方の入力が他方のエミッタに供給されることになる。トランジスタはベース・エミッタ間の電流を増幅するので、コレクタに流れる電流は2つの入力の差分に比例する。しかし、この回路は完全に対称形なので、一方を増幅回路と見ればもう一方がエミッタフォロワとなるし、逆に見ることもできる。
差動増幅回路の出力は差動的（2つ存在する）であることが多い。1つでよい場合は、もう一方を無視すればよい。利得を犠牲にしたくない場合、差動出力を単一出力に変換する回路を使う。これは、電流源として実装されることが多い。
LTP は帰還のある線形増幅回路の実装、オペアンプの実装、その他に使われる。
スイッチとして使う場合、左側のベース/グリッドが信号入力に使われ、右側のベース/グリッドが接地される。出力は右側のコレクタ/プレートから取る。入力がゼロまたは負の場合、出力はゼロとなり、入力が正の場合、出力はほぼ正となる。内部の動作は上で説明したものとほぼ変わらない。
バイアスの安定性と各種パラメータからの独立性を高めるには、カソード/エミッタ抵抗による負帰還を導入すればよい。

## 歴史的背景
LTP は元々は真空管で構成されていた。回路の原理はトランジスタと変わらない。LTP回路は1936年、アラン·ブルームライン が小信号の増幅用に設計し特許を取得したもので、後にレーダーやテレビでのスイッチ機能に応用されるようになった。
イギリスの初期のコンピュータでよく使われており、パイロットACE やモーリス・ウィルクスの EDSAC で使われている。LTP回路はスイッチとしては様々な特性があり、特性の違う真空管が使え、反転せず、出力電圧の変化が大きい。欠点はその出力電圧の変化の大きさであり（±10V から ±20V）、DC結合にするには高い直流電圧を印加する必要があった（200V程度）。当時のコンピュータはこれを回避するために交流パルスによる論理回路を構成しようと苦労し、回路の複雑化・肥大化を招くか、不安定なものとなっていた。その後、DC結合が一般化していった。

## 用途
様々な用途に用いられるが、特に微小信号を増幅する心電計やひずみゲージ等の精密計測分野や通信分野等で多用される。